# Bernard Parmegiani
Bernard Parmegiani (čti bernár parmedžany) (27. října 1927 Paříž – 21. listopadu 2013 tamtéž) byl francouzský hudební skladatel.

## Život
V letech 1957–1961 studoval pantomimu u Jacquese Lecoqa. V roce 1959 se připojil ke skupině Groupe de Recherches Musicales (GRM) zkoumající možnosti elektroakustické hudby, kterou založil Pierre Schaeffer. Po dokončení studií u Lecoqa se stal zvukovým inženýrem a pracoval pro francouzskou televizi ORTF. Ve studiu spolupracoval s několika předními hudebními skladateli, např. s Iannisem Xenakisem.
Ve studiu ORTF vytvořil hudbu pro několik filmů a znělky pro francouzská média i pro pařížské letiště Charlese de Gaulla. V roce 1964 vytvořil první větší vlastní práci, Violostries pro housle a magnetofonový pásek, která byla uvedena jako balet v Théâtre Contemporain d’Amiens v chhoreografii Jacquese-Alberta Cartiera. V šedesátých letech navštívil Spojené státy americké aby studoval vztah mezi hudbou a obrazem. Po svém návratu vytvořil několik hudebních videí, např. L'Œil écoute, či L’Écran transparent (1973).
V sedmdesátých letech se zabýval jazzem a vystupoval se skupinou Third Ear Band v Londýně. V této době také začal psát akusmatické skladby pro přímé provedení v koncertním sále. Příkladem je skladba Capture éphémère z roku 1967 nebo L'Enfer (1972), kterou napsal ve spolupráci se skladatelem François Baylem na motivy Dantovy Božské komedie. V roce 1992 opustil Groupe de Recherches Musicales a ORTF a založil vlastní studio v Saint Rémy.
Bernard Parmegiani zemřel v Paříži 21. listopadu 2013. Je pohřben na hřbitově Montparnasse.

## Vyznamenání
- Grand-prix de l'Académie du disque français (1979)
- Prix de la Société des auteurs, compositeurs et éditeurs de musique (1981)
- Victoires de la musique (1990)
- Prix magister, concours internationaux de Bourges (1991)
- Prix Ars Electronica dans la catégorie computer music (1993)
- Qwartz Pierre Schaeffer (2006)
- Grand Prix de l'Académie Charles Cros (2008)

## Dílo
- Danse 1, version film, pour sons fixés (1961)
- Alternances, séquence électro-acoustique (1962)
- Danse = Danse 2, version concert, pour sons fixés (1962)
- Étude de Stage pour sons fixés (1962)
- Phonosophobe pour bande seule(1962)
- Violostries pour violon et bande (1964)
- Operabus, séquence électro-acoustique (1965)
- L'Instant mobile, pour bande 4 pistes, numérisée en stéréophonie (1966)
- Jazzex pour bande et quartette de jazz (1966)
- Variétés I et II, suite de 6 courtes pièces pour sons fixés (1966)
- Capture éphémère pour bande 4 pistes (1967)
- Du pop à l'âne pour sons fixés (1968)
- Bidule en ré, hommage à Pierre Schaeffer et Pierre Henry, pour sons fixés (1969)
- Outremer, pour bande 4 pistes (ou stéréo) et ondes Martenot (1969)
- Pop'eclectic, musique à partir du film Je, tu, elles de Peter Foldés, pour sons fixés (1969)
- Pop Secret pour et instruments et bande (1970)
- L'Œil écoute pour sons fixés (1970)
- Ponomatopées, suite électro-acoustique extraite du film de Robert Lapoujade Le Socrate (1971)
- Thalassa pour sons fixés (1971)
- Le Diable à quatre pour instruments et bande (1971)
- La Roue Ferris pour sons fixés 1971)
- L'Enfer, cantique électronique pour bande avec texte enregistré (voix de Michel Hermon, 1972)
- Pour en finir avec le pouvoir d'Orphée pour sons fixés (1972)
- Plain Souffle pour bande et un danseur (1972)
- Indicatifs, 4 indicatifs, commande de Technisonor pour la radio et la télévision (1972)
- Chants magnétiques, suite de 9 courtes pièces pour l'image (1973)
- Et après pour bandonéon et bande (1973)
- Trio, action scénique pour 3 haut-parleurs, 1 interprète et 1 commentateur (1973)
- Le Paradis pour synthétiseur et bande (1974)
- Troisième volet de la Divine comédie, œuvre collective avec François Bayle (1974)
- De Natura sonorum pour sons fixés
  - 1e série : Incidences/ Résonances ; Accidents/Harmoniques ; Géologie sonore ; Dynamique de la résonance ; Etude élastique ; Conjugaison du timbre (1975)
  - 2e série : Incidences battements ; Natures éphémères ; Matières induites ; Ondes croisées ; Pleins et déliés ; Points contre champs (1979)
- Inter-action, séquences musicales pour 2 danseurs (1975)
- Dedans dehors pour sons fixés (1977)
- Des mots et des sons pour sons fixés (1977)
- Kaleïdophone, jeu de mixage musical en direct sur magnétophone 8 pistes (1978)
- Musico Picassa (1978)
- Turandot (1978)
- Jeux d'artifices, vidéo musicale (1979)
- Mess Media Sons, action musicale pour bande, 2 homo-parleurs et haut-parleurs (1979)
- Adagio pour sons fixés (1980)
- L'Écho du miroir pour sons fixés (1980)
- Stries pour bande et synthétiseurs (1980)
- Tuba-ci, tuba-là, action musicale pour tuba et bande (1981)
- Ici la radio, oeuvre réalisée pour une série d'émissions radiophoniques (1982)
- Tuba-raga pour tuba et bande (1982)
- Comme un grain de sable dans l'univers, spectacle musical pour chœurs d'enfants, bande et marionnettes (1983)
- La Création du monde pour sons fixés (1983)
- Itinéraire 10 pour synthétiseurs, ondes Martenot, guitare et percussions (1983)
- Exercisme 1 pour 3 synthétiseurs et bande (1985)
- Exercisme 2 pour sons fixés (1985)
- Exercisme 3 pour sons fixés (1986)
- Litaniques pour sons fixés (1987)
- Rouge-mort, Carmen-Circus pour sons fixés (balet, Opéra de Nice, 1987)
- Rouge-mort : Tanathos, suite de concert tiré du ballet Rouge-mort, 1989)
- Un arbre… c'était le mien (1988)
- Démons et des mots, spectacle musical pour bande, un acteur et 2 haut-parleurs (1988)
- De sable et de sons pour quatuor instrumental et synthétiseur (1988)
- Exercisme 4 pour sons fixés (1989)
- E pericoloso sporghersi pièce radiophonique (1991)
- Mecaniquamusique, berceuse composée pour le disque collectif du CIRM (1991)
- Le Présent composé, premier opus du triptyque Plain-temps pour sons fixés (1991)
- Entre-temps, deuxième opus du triptyque Plain-temps pour sons fixés (1992)
- Plain-Temps, troisième opus du triptyque Plain-temps pour sons fixés (1993)
- Au vif de la mémoire pour méta-instrument et bande (1994)
- Eclectic boléro pour sons fixés (1995)
- Sonare pour sons fixés (1996)
- Sons-Jeu pour sons fixés (1998)
- Immer/sounds pour sons fixés (1999)
- La Mémoire des sons pour sons fixés (2001)
- Espèces d'espace pour sons fixés (2002–2004)
- Au gré du souffle... le son s'envole pour sons fixés (2006)
- Rêverie pour sons fixés (2007)

Filmová hudba
- Himorogi (krátký film, 2012)
- Une mission éphémère (TV film, 1993)
- Opération Ypsilon (TV film 1987)
- Scherzo infernal (krátký film, 1984)
- L'Herbe rouge (TV film, 1985)
- Rock (TV film, 1982)
- Docteur Jekyll et les femmes (1981)
- La Guerre des insectes (TV film, 1981)
- Le pas (krátký film, 1975)
- Témoignages (TV seriál, 1973)
- Je, tu, elles... (1972)
- Les soleils de l'Ile de Pâques (1972)
- Le labyrinthe (krátký film, 1970)
- Drôle de jeu (1968)
- Le Socrate (1968)
- L'araignéléphant (krátký film, 1967)
- Le dictionnaire de Joachim (krátký film, 1965)
- Un garçon plein d'avenir (krátký film, 1965)
- 'A' (krátký film, 1965)
- La brûlure de mille soleils (krátký film, 1965)
- Les jeux des anges (krátký film, 1964)
- La Poupée (1962)

## Diskografie (výběr)
- Violostries (1964)
- L’Instant mobile, Capture éphémère (1967–1968)
- L'Œil écoute (1970)
- Chronos (1971)
- L’Enfer (based on La Divine Comédie) (1971)
- Pour en finir avec le pouvoir d’Orphée (1972)
- Chants Magnétiques (1974)
- De Natura Sonorum (1975)
- L’Echo du miroir (1980)
- La Création du monde (1984)
- Exercismes 1 - 2 - 3 (1985–1986)
- Le Présent composé (1991)
- Entre-temps (1992)
- Sonare (1996)